# Robin Haase
Robin Haase (Den Haag, 6 april 1987) is een Nederlands tennisser. Zijn vader is Duits en zijn moeder is Nederlands. Hoewel Haase in het dagelijks leven linkshandig is, speelt hij rechtshandig tennis. Hij won op zaterdag 6 augustus 2011 zijn eerste ATP-titel in het enkelspel door het toernooi van Kitzbühel op zijn naam te schrijven. Een jaar later wist Haase zijn titel in Kitzbühel te prolongeren en won zo zijn tweede ATP-titel. In 2013 haalde hij het record van de meeste verloren tiebreaks op een rij binnen; namelijk 17.

## Carrière
Voor hij proftennisser werd, bereikte Haase in 2005 de finale van het juniorentoernooi van Wimbledon. Hij verloor die van de Fransman Jérémy Chardy.

### 2006: debuut
Haase speelde zijn eerste ATP-wedstrijd bij de senioren op 19 juni 2006 in Rosmalen bij het Ordina Open. Hij verloor van Juan Carlos Ferrero met 4-6, 6-3 en 2-6. Hij maakte dat jaar ook zijn debuut in de Davis Cup tegen Tsjechië. Hij verloor van Tomáš Berdych, maar won van Jan Hernych, een partij die er overigens niet meer toe deed voor de uitkomst (Nederland verloor met 4-1). Haase won dat jaar zijn eerste toernooi, dat was het $75.000 challengertoernooi van Nashville. Hij won van Raemon Sluiter de finale van de nationale Masters in 2006. In zijn eerste volledige profjaar (2006) eindigde hij op de 167e plek van de ATP-wereldranglijst.

### 2007
In maart 2007 won Haase zijn tweede challengertoernooi, ditmaal in Wolfsburg. Diezelfde maand wist Haase ook voor het eerst in zijn carrière op eigen kracht een ATP-toernooi te bereiken. Bij de Miami verloor hij echter in de eerste ronde van Juan Mónaco.
Tijdens het Dutch Open in juli 2007 beleefde Haase opnieuw een mijlpaal. Hij wist daar de halve finale te bereiken, door achtereenvolgens Félix Mantilla, Nicolas Devilder en Florent Serra te verslaan. In de halve finale verloor hij daar echter van Werner Eschauer. In het dubbelspeltoernooi bereikte hij met Rogier Wassen de finale.
Bij het Master Seriestoernooi in Montreal in 2007 boekte Haase zijn grootste overwinning tot dan toe. De top 10-speler Tomáš Berdych werd verslagen in twee sets. Na dat toernooi, op 13 augustus, stond Haase voor het eerst in de ATP-top 100, op de 96e plaats.
Tijdens het toernooi van de US Open 2007 maakte hij zijn grandslamdebuut. Haase overleefde de derde kwalificatiewedstrijd niet, maar werd als lucky loser toegelaten tot het hoofdtoernooi doordat de Kroaat Mario Ančić zich afmeldde voor het toernooi. Hij had echter geen gelukkige loting: in de eerste ronde moest hij het opnemen tegen de als derde geplaatste, en tevens nummer drie van de wereld, Novak Đoković. Hij verloor de partij met 6-2, 6-1 en 6-3.

### 2008
In januari en februari van 2008 bereikte Haase driemaal de kwartfinale van een ATP-toernooi, namelijk van het toernooi van Chennai, het toernooi van Rotterdam en het toernooi van Zagreb. Verder wist hij door te dringen tot de tweede ronde van het Australian Open, waarin hij in de tweede ronde verloor van de Fransman Sébastien Grosjean in vijf sets. Een tijd later (maart 2008) revancheerde Haase zich tijdens het Sunrise challengertoernooi in Florida. In de finale won Haase in drie sets van diezelfde Grosjean. Tijdens dit sterk bezette Challenger-toernooi van het jaar boekte Robin Haase onder andere overwinningen op Andreas Seppi (op dat moment 46e op de wereldranglijst), Janko Tipsarević (op dat moment 41e op de wereldranglijst) en de routinier Dominik Hrbatý. In april 2008 steeg Haase naar de 57e positie op de wereldranglijst door de kwartfinale van het ATP-toernooi van Valencia te bereiken.
Haase maakte zijn debuut op het gras van Wimbledon in 2008 tegen Lleyton Hewitt. Haase verloor in een vijfsetter.

### 2009
In 2009 stond Haase lange tijd buitenspel vanwege een hardnekkige knieblessure. In het najaar maakte hij ruim een jaar blessureleed zijn rentree op het Challenger-toernooi in Jersey, waar hij als kwalificant direct de halve finale haalde. Ook in Helsinki haalde Haase de laatste vier, waardoor hij op de wereldranglijst een enorme sprong maakte en het jaar afsloot als de nummer 449 van de wereld. Medio december wist Haase bovendien voor de tweede keer in zijn loopbaan de nationale Masters te winnen door in de finale Antal van der Duim te verslaan.

### 2010
In 2010 begon Haase zijn seizoen met het ATP-toernooi van Chennai (India) en de Australian Open. In Chennai overleefde hij de eerste ronde, maar verloor in de tweede ronde van landgenoot Thiemo de Bakker. Op de Australian Open verloor hij in de eerste ronde van de als 21ste geplaatste Tsjech Tomáš Berdych. Ook verloor hij in Rotterdam de eerste ronde, van Tommy Robredo. Op 21 maart won hij zijn vierde challenger in het Italiaanse Caltanissetta. Op Roland Garros speelde hij zijn openingspartij tegen de 19de geplaatste Spaanse Nicolás Almagro. Die verloor hij in 5 sets met 4-6, 6-3, 6-4, 6-7 (3), 4-6. Op 6 juni won hij zijn vijfde challenger in het Duitse Fürth. Op dinsdag 22 juni baarde hij opzien door in de eerste ronde van Wimbledon 2010 James Blake te verslaan. De voormalig nummer 4 was kansloos tegen de Nederlander, 6-2 6-4 6-4. In de tweede ronde zorgde Haase bijna voor een sensatie. Hij verloor nipt van Rafael Nadal. Het werd 5-7, 6-2, 3-6, 6-0, 6-3.
Robin Haase won de World Tour Award voor de beste comeback van het jaar. Hij werd gekozen door zijn collega's boven de Amerikaan Mardy Fish, de Argentijn David Nalbandian en de Japanner Kei Nishikori.

### 2011
Op de Australian Open zorgde hij wel voor een kleine verrassing door de nummer 24 van de wereld, Juan Mónaco, met 6-4, 6-4, 3-6, 6-2 te verslaan. Hij stuitte in de derde ronde op de hardcourt specialist Andy Roddick, waarvan hij met 2-6, 7-6, 6-2, 6-2 verloor.
Op Roland Garros won hij de eerste ronde van Daniel Gimeno Traver met 6-2, 7-6, 6-3, maar Mardy Fish liet hem in de tweede ronde kansloos, 7-6, 6-2, 6-1.
Tijdens het toernooi van Wimbledon won Haase in de eerste ronde in drie sets van de Spanjaard Pere Riba (6-4, 6-4, 6-4). In de tweede ronde won hij van de als 21e geplaatste Spanjaard Fernando Verdasco met 6-3, 6-4, 4-6 en 6-2. In de derde ronde moest Haase echter in de vierde set van zijn partij tegen Mardy Fish geblesseerd opgeven (6-3, 6-7, 6-2, 1-1).
Op het ATP-toernooi in Kitzbühel haalde Haase zijn eerste finale ooit op ATP-niveau. Hiervoor schakelde hij gedurende het toernooi favorieten als Feliciano López (1-6 6-4 6-3) en Andreas Seppi (6-4 6-2) uit, de nummers 2 en 6 van de plaatsingslijst. Op zaterdag 6 augustus 2011 versloeg hij in de finale Albert Montañés in drie sets met 6-4, 4-6, 6-1 en won zo zijn eerste ATP-titel. Haase was daarmee de eerste Nederlander die een ATP-toernooi won sinds Martin Verkerk Amersfoort 2004 op zijn naam schreef.
Op de US Open was de tweede ronde het eindpunt voor Haase. Na een sterke overwinning in de eerste ronde tegen Rui Machado, waarin hij 6-0 6-4 6-4 won, was hij uiteindelijk niet opgewassen tegen de als vierde geplaatste Andy Murray. Ondanks een goede start stortte Haase halverwege de partij in en verloor dertien games op rij. Hij wist nog terug te komen aan het eind van de vijfde set, maar moest uiteindelijk toch buigen voor de Schot (7-6 (5) 6-2 2-6 0-6 4-6).

### 2012
Op het ATP-toernooi van Monte Carlo 2012 behaalde Haase voor het eerst in zijn carrière de kwartfinale van een Masterstoernooi. Hij versloeg tijdens dat toernooi twee top 50-spelers, Juan Mónaco en Thomaz Bellucci. In de kwartfinale verloor Haase vervolgens met 4-6 en 2-6 van de op dat moment wereldranglijst aanvoerende Novak Đoković. Mede door deze prestatie en een kwartfinaleplaats in Estoril klom Haase naar de top 40 van de wereldranglijst.
Op zaterdag 28 juli 2012 trad Haase voor het eerst dat jaar aan in de finale van een ATP-toernooi. Hij verdedigde zijn titel bij het ATP-toernooi in Kitzbühel. Na een verloren eerste set tegen de Duitser Philipp Kohlschreiber werd de partij uiteindelijk gewonnen met 6-7, 6-3, 6-2. Dit betekende voor Haase zijn tweede ATP-titel in het enkelspel en zijn hoogste ATP-ranking ooit (33e).
De Olympische Spelen verliepen voor Haase minder goed. In het enkelspel verloor hij in de eerste ronde van Richard Gasquet. In het dubbelspel verloor hij samen met zijn dubbelpartner Jean-Julien Rojer van het Indiase duo Leander Paes/Vishnu Vardhan in de eerste ronde.

### 2013
2013 begon geweldig voor Haase, toen hij samen met Igor Sijsling de finale van de Australian Open bereikte in het dubbelspel. Deze werd verloren van de ongenaakbare broers Bob en Mike Bryan. De Amerikanen wonnen met 3-6, 4-6. In het enkelspel was de eerste ronde het eindstation voor Haase. Hij verloor van de Brit Andy Murray met 3-6, 1-6, 3-6.
Op Roland Garros won hij in de eerste ronde van de Fransman Kenny de Schepper. In de tweede ronde verloor hij van de Pool Jerzy Janowicz.
Op Wimbledon werd hij in de eerste ronde uitgeschakeld door de Rus Michail Joezjny. Joezjny won met 4-6, 5-7, 5-7.
In het Zwitserse Gstaad bereikte hij de finale waarin hij verloor van dezelfde Joezjny. Joezjny won dit keer met 3-6, 4-6.
Op de US Open verloor hij verrassend in de eerste ronde van de kwalificant Frank Dancevic. De Canadees won met 6-7, 6-3, 5-7, 6-7. In Wenen bereikte hij de finale waarin hij verloor van Tommy Haas. De Duitser won met 3-6, 6-4, 3-6.

### 2014
2014 begon niet goed voor Haase. Op de Australian Open trof hij het redelijk makkelijk tegen de Amerikaan Donald Young. Haase moest uiteindelijk midden in de wedstrijd opgeven met een rugblessure. Na het behalen van de nationale titel werd generatiegenoot Mark de Jong zijn coach.

### 2015
Ook 2015 begon niet goed voor Haase. In de aanloop naar de Australian Open was hij ziek en kon hij nauwelijks trainen. Zijn tegenstander op de Australian Open was Gilles Simon. Deze staat veel hoger dan Haase op de ATP-ranglijst. Haase verloor kansloos met 1-6 3-6 4-6. Op 1 mei koos Haase ervoor om bij LTC Naaldwijk Eredivisie te spelen. Robin Haase is in 2015 tijdens de tweede ronde van Wimbledon weggeslagen door Andy Murray. Murray zegevierde met 6-1, 6-1 en 6-4.

### 2016
In aanloop naar de Australian Open speelde Haase de toernooien van Doha en Auckland. Bij beide toernooien wist hij de eerste ronde te winnen. In Doha verliest hij in de tweede ronde van Rafael Nadal, terwijl in Auckland de tweede ronde Kevin Anderson te sterk is. Vorig jaar werd Robin Haase direct uitgeschakeld in Melbourne, waardoor er dit jaar kansen lagen om punten te pakken. Dit moest gebeuren tegen de Bosniër Mirza Basic. Haase verloor deze wedstrijd met 6(4)-7 4-6 4-6. Ook in de twee daarop volgende wedstrijden verloor Haase. In Sofia verloor hij van Lukas Rosol met 6-3 3-6 4-6. En in Rotterdam verloor Haase van Gilles Simon met 6(5)-7 1-6. Op het ATP-toernooi van Marseille kwam er een einde aan de verliesreeks van Haase. Hij wist te winnen van Joao Sousa met 6-4 6-0. In de tweede ronde verloor hij van Marin Cilic met 6-4 3-6 5-7. Hij zette zijn goede reeks voort in het toernooi van Acapulco. Hij haalde de kwartfinale door Luis Patiño (6-1 6-2) en Aljaz Bendene (6-4 6-7 6-4) te verslaan. In de kwartfinale werd hij verslagen door Alexander Dolgopolov met 3-6 3-6. Haase steeg van de 62e naar de 57e plaats.

## Palmares
| Legenda                       | Legenda               |
| ----------------------------- | --------------------- |
| Grand Slam                    |                       |
| Olympische Spelen             |                       |
| tot 2009                      | vanaf 2009            |
| Tennis Masters Cup            | ATP Finals            |
| ATP Masters Series            | ATP Tour Masters 1000 |
| ATP International Series Gold | ATP Tour 500          |
| ATP International Series      | ATP Tour 250          |

### Enkelspel
| Nr.                  | Datum             | Toernooi          | Ondergrond | Tegenstander in finale | Score             | Details           |
| -------------------- | ----------------- | ----------------- | ---------- | ---------------------- | ----------------- | ----------------- |
| Gewonnen finales     |                   |                   |            |                        |                   |                   |
| 1.                   | 6 augustus 2011   | ATP Kitzbühel (1) | Gravel     | Albert Montañés        | 6-4, 4-6, 6-1     | Details           |
| 2.                   | 28 juli 2012      | ATP Kitzbühel (2) | Gravel     | Philipp Kohlschreiber  | 6-7, 6-3, 6-2     | Details           |
| Verloren finales     |                   |                   |            |                        |                   |                   |
| 1.                   | 28 juli 2013      | ATP Gstaad        | Gravel     | Michail Joezjny        | 3-6, 4-6          | Details           |
| 2.                   | 20 oktober 2013   | ATP Wenen         | Hardcourt  | Tommy Haas             | 3-6, 6-4, 4-6     | Details           |
| 3.                   | 24 juli 2016      | ATP Gstaad        | Gravel     | Feliciano López        | 4-6, 5-7          | Details           |
| Gewonnen challengers |                   |                   |            |                        |                   |                   |
| 1.                   | 6 november 2006   | Nashville         | Hardcourt  | Kristian Pless         | 7-6, 6-3          | 7-6, 6-3          |
| 2.                   | 26 februari 2007  | Wolfsburg         | Tapijt (i) | Daniel Brands          | 6-2, 3-6, 6-1     | 6-2, 3-6, 6-1     |
| 3.                   | 17 maart 2008     | Sunrise           | Hardcourt  | Sébastien Grosjean     | 5-7, 7-5, 6-1     | 5-7, 7-5, 6-1     |
| 4.                   | 21 maart 2010     | Caltanissetta     | Gravel     | Matteo Trevisan        | 7-5, 6-3          | 7-5, 6-3          |
| 5.                   | 6 juni 2010       | Fürth             | Gravel     | Tobias Kamke           | 6-4, 6-2          | 6-4, 6-2          |
| 6.                   | 8 augustus 2010   | San Marino        | Gravel     | Filippo Volandri       | 6-2, 7-6          | 6-2, 7-6          |
| 7.                   | 29 augustus 2010  | Manerbio          | Gravel     | Marco Crugnola         | 6-3, 6-2          | 6-3, 6-2          |
| 8.                   | 5 september 2010  | Como              | Gravel     | Ivo Minář              | 6-4, 6-3          | 6-4, 6-3          |
| 9.                   | 2 november 2014   | Réunion           | Hardcourt  | Florent Serra          | 3-6, 6-1, 7-5     | 3-6, 6-1, 7-5     |
| 10.                  | 10 mei 2015       | Aix-en-Provence   | Gravel     | Paul-Henri Mathieu     | 7-6 (1), 6-2      | 7-6 (1), 6-2      |
| 11.                  | 27 september 2015 | Trnava            | Gravel     | Horacio Zeballos       | 6-4, 6-1          | 6-4, 6-1          |
| 12.                  | 31 juli 2016      | Scheveningen      | Gravel     | Adam Pavlásek          | 6-4, 6-7 (9), 6-2 | 6-4, 6-7 (9), 6-2 |
| 13.                  | 25 september 2016 | Sibiu             | Gravel     | Lorenzo Giustino       | 7-6(2), 6-2       | 7-6(2), 6-2       |

### Dubbelspel
| Nr.                              | Datum             | Toernooi             | Ondergrond    | Partner                 | Tegenstanders in finale                      | Score                  | Details          |
| -------------------------------- | ----------------- | -------------------- | ------------- | ----------------------- | -------------------------------------------- | ---------------------- | ---------------- |
| Gewonnen finales herendubbel     |                   |                      |               |                         |                                              |                        |                  |
| 1.                               | 20 februari 2011  | ATP Marseille        | Hardcourt     | Ken Skupski             | Julien Benneteau Jo-Wilfried Tsonga          | 6-3, 6-7, [13-11]      | Details          |
| 2.                               | 27 juli 2014      | ATP Gstaad           | Gravel        | Andre Begemann          | Rameez Junaid Michal Mertiňák                | 6-3, 6-4               | Details          |
| 3.                               | 6 januari 2018    | ATP Pune             | Hardcourt     | Matwé Middelkoop        | Pierre-Hugues Herbert Gilles Simon           | 7-6(5), 7-6(5)         | Details          |
| 4.                               | 11 februari 2018  | ATP Sofia            | Hardcourt (i) | Matwé Middelkoop        | Nikola Mektić Alexander Peya                 | 5-7, 6-4, [10-4]       | Details          |
| 5.                               | 21 juli 2018      | ATP Umag (1)         | Gravel        | Matwé Middelkoop        | Roman Jebavý Jiří Veselý                     | 6-4, 6-4               | Details          |
| 6.                               | 20 juli 2019      | ATP Umag (2)         | Gravel        | Philipp Oswald          | Oliver Marach Jürgen Melzer                  | 7-5, 6-7(2), [14-12]   | Details          |
| 7.                               | 13 februari 2022  | ATP Rotterdam        | Hardcourt (i) | Matwé Middelkoop        | Lloyd Harris Tim Pütz                        | 4–6, 7–6(5), [10–5]    | Details          |
| 8.                               | 12 februari 2023  | ATP Montpellier      | Hardcourt (i) | Matwé Middelkoop        | Maxime Cressy Albano Olivetti                | 7–6(4), 4–6, [10–6]    | Details          |
| Verloren finales herendubbel     |                   |                      |               |                         |                                              |                        |                  |
| 1.                               | 16 juli 2007      | ATP Amersfoort       | Gravel        | Rogier Wassen           | Juan Pablo Brzezicki Juan-Pablo Guzman       | 2-6, 0-6               | Details          |
| 2.                               | 9 januari 2011    | ATP Chennai          | Hardcourt     | David Martin            | Mahesh Bhupathi Leander Paes                 | 2-6, 7-6, [7-10]       | Details          |
| 3.                               | 12 juni 2011      | ATP Halle            | Gras          | Milos Raonic            | Rohan Bopanna Aisam-ul-Haq Qureshi           | 6-7(8), 6-3, [9-11]    | Details          |
| 4.                               | 26 januari 2013   | Australian Open      | Hardcourt     | Igor Sijsling           | Bob Bryan Mike Bryan                         | 3-6, 4-6               | Details          |
| 5.                               | 18 mei 2014       | ATP Rome             | Gravel        | Feliciano López         | Daniel Nestor Nenad Zimonjić                 | 4-6, 6-7(2)            | Details          |
| 6.                               | 8 mei 2015        | ATP Kitzbühel        | Gravel        | Henri Kontinen          | Nicolas Almagro Carlos Berlocq               | 7-5, 3-6, [9-11]       | Details          |
| 7.                               | 26 februari 2017  | ATP Marseille        | Hardcourt (i) | Dominic Inglot          | Julien Benneteau Nicolas Mahut               | 4-6, 7-6(9), [5-10]    | Details          |
| 8.                               | 4 januari 2019    | ATP Doha             | Hardcourt     | Matwé Middelkoop        | David Goffin Pierre-Hugues Herbert           | 7-5, 4-6, [4-10]       | Details          |
| 9.                               | 21 april 2019     | ATP Monte Carlo      | Gravel        | Wesley Koolhof          | Nikola Mektić Franko Škugor                  | 7-6(3), 6-7(3), [9-11] | Details          |
| 10.                              | 28 juli 2019      | ATP Hamburg          | Gravel        | Wesley Koolhof          | Oliver Marach Jürgen Melzer                  | 2-6, 6-7(3)            | Details          |
| 11.                              | 11 augustus 2019  | ATP Montreal/Toronto | Hardcourt     | Wesley Koolhof          | Marcel Granollers Horacio Zeballos           | 5-7, 5-7               | Details          |
| 12.                              | 24 juli 2022      | ATP Gstaad           | Gravel        | Philipp Oswald          | Tomislav Brkić Francisco Cabral              | 4–6, 4–6               | Details          |
| 13.                              | 21 mei 2023       | ATP Rome             | Gravel        | Botic van de Zandschulp | Hugo Nys Jan Zieliński                       | 5–7, 1–6               | Details          |
| 14.                              | 1 juli 2023       | ATP Mallorca         | Gras          | Philipp Oswald          | Yuki Bhambri Lloyd Harris                    | 3–6, 4–6               | Details          |
| Gewonnen challengers herendubbel |                   |                      |               |                         |                                              |                        |                  |
| 1.                               | 30 oktober 2006   | Louisville           | Hardcourt     | Igor Sijsling           | Amer Delić Robert Kendrik                    | Walk-over              | Walk-over        |
| 2.                               | 1 augustus 2010   | Cordenons            | Gravel        | Rogier Wassen           | James Cerretani Adil Shamasdin               | 7-6, 7-5               | 7-6, 7-5         |
| 3.                               | 28 augustus 2010  | Manerbio             | Gravel        | Thomas Schoorel         | Diego Junqueira Gabriel Trujillo-Soler       | 6-4, 6-4               | 6-4, 6-4         |
| 4.                               | 2 november 2014   | Reunion Island       | Hardcourt     | Mate Pavic              | Jonathan Esseric Fabrice Martin              | 7-5, 4-6, [10-7]       | 7-5, 4-6, [10-7] |
| 5.                               | 10 mei 2015       | Aix en Provence      | Gravel        | Aisam-ul-Haq Qureshi    | Nicholas Monroe Artem Sitak                  | 6-1, 6-2               | 6-1, 6-2         |
| 6.                               | 17 mei 2016       | Bordeaux             | Gravel        | Thiemo de Bakker        | Lucas Pouille Serhij Stachovsky              | 6-3, 7-5               | 6-3, 7-5         |
| 7.                               | 25 september 2016 | Sibiu                | Gravel        | Tim Pütz                | Jonathan Eysseric Tristan Lamasine           | 6-4, 6-2               | 6-4, 6-2         |
| 8.                               | 7 april 2019      | Sophia Antipolis     | Gravel        | Thiemo de Bakker        | Enzo Couacaud Tristan Lamasine               | 6-4, 6-4               | 6-4, 6-4         |
| 9.                               | 3 juli 2022       | Lüdenscheid          | Gravel        | Sem Verbeek             | Fabian Fallert Hendrik Jebens                | 6–2, 5–7, [10–3]       | 6–2, 5–7, [10–3] |
| 10.                              | 17 juli 2022      | Amersfoort           | Gravel        | Sem Verbeek             | Nicolás Barrientos Miguel Ángel Reyes-Varela | 6–4, 3–6, [10–7]       | 6–4, 3–6, [10–7] |
| 11.                              | 21 augustus 2022  | Grodzisk Mazowiecki  | Gravel        | Philipp Oswald          | Hugo Nys Fabien Reboul                       | 6–3, 6–4               | 6–3, 6–4         |
| 12.                              | 21 augustus 2022  | Alicante             | Gravel        | Albano Olivetti         | Sanjar Fayziev Sergey Fomin                  | 7–6(5), 7–5            | 7–6(5), 7–5      |

## Resultaten grote toernooien
| Legenda | Legenda                          |
| ------- | -------------------------------- |
| g.t.    | geen toernooi gehouden           |
| l.c.    | lagere categorie                 |
| –       | niet deelgenomen                 |
| G       | uitgeschakeld in de groepsfase   |
| 1R      | uitgeschakeld in de eerste ronde |
| 2R      | uitgeschakeld in de tweede ronde |
| 3R      | uitgeschakeld in de derde ronde  |
| 4R      | uitgeschakeld in de vierde ronde |
| KF      | uitgeschakeld in de kwartfinale  |
| HF      | uitgeschakeld in de halve finale |
| F       | de finale verloren               |
| W       | het toernooi gewonnen            |
| w-v     | winst/verlies-balans             |

### Enkelspel
| grandslamtoernooien |      |      |      |      |      |    |      |      |      |    |      |      |      |      |      |      |
| Australian Open     | –    | 2R   | –    | 1R   | 3R   | 1R | 1R   | 1R   | 1R   | 1R | 1R   | 1R   | 2R   | –    | 1R   | –    |
| Roland Garros       | 1R   | 1R   | –    | 1R   | 2R   | 2R | 2R   | 2R   | 1R   | 1R | 2R   | 1R   | 1R   | –    | –    | –    |
| Wimbledon           | –    | 1R   | –    | 2R   | 3R   | 1R | 1R   | 2R   | 2R   | 2R | 1R   | 2R   | 2R   | g.t. | –    | –    |
| US Open             | 1R   | –    | –    | –    | 2R   | 1R | 1R   | 1R   | 2R   | 1R | 1R   | 2R   | 1R   | –    | –    | –    |
| ATP Masters 1000    |      |      |      |      |      |    |      |      |      |    |      |      |      |      |      |      |
| Indian Wells        | –    | 2R   | –    | –    | 1R   | 1R | 1R   | 2R   | 3R   | 2R | 1R   | –    | 2R   | g.t. | –    | –    |
| Miami               | 1R   | 1R   | –    | –    | 1R   | 2R | 1R   | 1R   | 2R   | –  | 2R   | 2R   | 3R   | g.t. | –    | –    |
| Monte Carlo         | –    | –    | –    | –    | 2R   | KF | 1R   | 1R   | 1R   | 1R | 2R   | 1R   | –    | g.t. | –    | –    |
| Madrid              | l.c. | l.c. | –    | –    | –    | –  | 2R   | 1R   | –    | –  | 2R   | 2R   | –    | g.t. | –    | –    |
| Rome                | –    | –    | –    | –    | –    | 1R | –    | 1R   | –    | –  | 1R   | 2R   | –    | –    | –    | –    |
| Montreal/Toronto    | 2R   | –    | –    | –    | –    | –  | –    | –    | –    | –  | HF   | KF   | –    | g.t. | –    | –    |
| Cincinnati          | –    | –    | –    | –    | –    | 1R | –    | –    | –    | –  | 1R   | 3R   | –    | –    | –    |      |
| Shanghai            | g.t. | g.t. | –    | –    | 2R   | –  | –    | –    | –    | –  | 1R   | 1R   | –    | g.t. | g.t. | g.t. |
| Parijs              | –    | –    | –    | –    | –    | –  | 2R   | –    | –    | 1R | 3R   | 1R   | –    | –    | –    | –    |
| olympisch           |      |      |      |      |      |    |      |      |      |    |      |      |      |      |      |      |
| Olympische Spelen   | g.t. | –    | g.t. | g.t. | g.t. | 1R | g.t. | g.t. | g.t. | 1R | g.t. | g.t. | g.t. | g.t. | –    | g.t. |
| statistieken        |      |      |      |      |      |    |      |      |      |    |      |      |      |      |      |      |
| titels per jaar     | 0    | 0    | 0    | 0    | 1    | 1  | 0    | 0    | 0    | 0  | 0    | 0    | 0    | 0    | 0    | 0    |
| eindejaarsranking   | 114  | 116  | 447  | 65   | 45   | 56 | 43   | 83   | 66   | 59 | 42   | 50   | 162  | 197  | 227  | 258  |

### Dubbelspel
| grandslamtoernooien |      |      |      |      |      |     |      |      |      |     |      |      |      |      |      |      |      |
| Australian Open     | –    | –    | –    | –    | –    | 1R  | F    | 2R   | 1R   | 2R  | 1R   | 1R   | 1R   | –    | 1R   | 2R   | 3R   |
| Roland Garros       | –    | 2R   | –    | –    | 1R   | 1R  | 1R   | 3R   | 2R   | 1R  | 1R   | 2R   | 3R   | 1R   | 3R   | 2R   | 1R   |
| Wimbledon           | –    | 1R   | –    | 2R   | 1R   | 1R  | 1R   | 1R   | 1R   | –   | 1R   | KF   | 3R   | g.t. | 3R   | –    | 1R   |
| US Open             | 1R   | –    | –    | –    | 1R   | 1R  | 1R   | 2R   | –    | 2R  | KF   | 3R   | 3R   | –    | 1R   | 3R   | 2R   |
| ATP Masters 1000    |      |      |      |      |      |     |      |      |      |     |      |      |      |      |      |      |      |
| Indian Wells        | –    | –    | –    | –    | –    | –   | –    | 1R   | –    | –   | –    | –    | –    | g.t. | –    | –    | –    |
| Miami               | –    | –    | –    | –    | –    | –   | –    | 2R   | –    | –   | –    | 1R   | 1R   | g.t. | –    | –    | 2R   |
| Monte Carlo         | –    | –    | –    | –    | –    | –   | –    | –    | 2R   | –   | –    | –    | F    | g.t. | –    | –    | –    |
| Madrid              | l.c. | l.c. | –    | –    | –    | –   | –    | –    | –    | –   | 2R   | 2R   | 2R   | g.t. | –    | –    | –    |
| Rome                | –    | –    | –    | –    | –    | –   | –    | F    | –    | –   | –    | 2R   | –    | –    | –    | –    | F    |
| Montreal/Toronto    | –    | –    | –    | –    | –    | –   | –    | –    | –    | –   | –    | 1R   | F    | g.t. | –    | –    | 1R   |
| Cincinnati          | –    | –    | –    | –    | –    | 1R  | –    | –    | –    | –   | –    | –    | 1R   | –    | –    | –    | 2R   |
| Shanghai            | g.t. | g.t. | –    | –    | –    | –   | –    | –    | –    | –   | –    | 1R   | –    | g.t. | g.t. | g.t. |      |
| Parijs              | –    | –    | –    | –    | –    | –   | –    | –    | –    | –   | –    | 1R   | 1R   | –    | –    | –    |      |
| olympisch           |      |      |      |      |      |     |      |      |      |     |      |      |      |      |      |      |      |
| Olympische Spelen   | g.t. | –    | g.t. | g.t. | g.t. | 1R  | g.t. | g.t. | g.t. | 1R  | g.t. | g.t. | g.t. | g.t. | –    | g.t. | g.t. |
| statistieken        |      |      |      |      |      |     |      |      |      |     |      |      |      |      |      |      |      |
| titels per jaar     | 0    | 0    | 0    | 0    | 1    | 0   | 0    | 1    | 0    | 0   | 0    | 3    | 1    | 0    | 0    | 1    | 1    |
| eindejaarsranking   | 177  | 243  | —    | 156  | 82   | 152 | 56   | 45   | 77   | 148 | 81   | 38   | 33   | 35   | 70   | 44   |      |